# Мильчицька сільська рада
Мильчицька сільська рада  — колишній орган місцевого самоврядування у Городоцькому районі Львівської області з центром у с. Мильчиці.

## Загальні відомості
Історична дата утворення: в 1946 році. Водоймища на території, підпорядкованій даній раді: річка Вишенька.

## Населені пункти
Сільраді були підпорядковані населені пункти:
- с. Мильчиці
- с. Зелений Гай
- с. Побережне
- с. Путятичі

## Склад ради
- Сільський голова: Лісна Ніна Романівна
- Секретар сільської ради: Венгрин Марія Ярославівна
- Загальний склад ради: 16 депутатів

### Керівний склад ради
| ПІБ                  | Основні відомості                                                               | Дата обрання | Дата звільнення |
| -------------------- | ------------------------------------------------------------------------------- | ------------ | --------------- |
| Лісна Ніна Романівна | Сільський голова, 1968 року народження, освіта, позапартійна                    | 26.03.2006   | 31.10.2010      |
| Лісна Ніна Романівна | Сільський голова, 1968 року народження, освіта середня спеціальна, позапартійна | 31.10.2010   |                 |

Примітка: таблиця складена за даними джерела

### Депутати
Результати місцевих виборів 2010 року за даними ЦВК
| № зп                                                | № округу        | Прізвище, ім'я, по батькові | Дата визнання обраним | Відомості про обраного депутата                                                                                   |
| Партія регіонів                                     | Партія регіонів | Партія регіонів             | Партія регіонів       | Партія регіонів                                                                                                   |
| --------------------------------------------------- | --------------- | --------------------------- | --------------------- | --- |
| 1                                                   | 1               | Лісний Іван Миколайович     | 01.11.2010            | Освіта середня спеціальна, позапартійний, Городоцький район електромереж, керівник групи                          |
| 2                                                   | 4               | Іванишин Анатолій Іванович  | 01.11.2010            | Освіта середня, позапартійний, приватний підприємець                                                              |
| 3                                                   | 5               | Бень Михайло Дмитрович      | 01.11.2010            | Освіта середня спеціальна, позапартійний, тимчасово не працює                                                     |
| 4                                                   | 8               | Галаха Зіновій Дмитрович    | 01.11.2010            | Освіта середня спеціальна, позапартійний, Рудківське лісництво, лісничий                                          |
| Політична партія Всеукраїнське об'єднання «Свобода» |                 |                             |                       | |
| 1                                                   | 2               | Горішний Роман Михайлович   | 01.11.2010            | Освіта вища, член Всеукраїнського об'єднання «Свобода», Кліцківська загальноосвітня школа І-ІІ ст., вчитель       |
| 2                                                   | 6               | Котов Григорій Леонідович   | 01.11.2010            | Освіта середня спеціальна, член Всеукраїнського об'єднання «Свобода», с. Мильчиці, ветеринарний лікар             |
| Самовисування                                       |                 |                             |                       | |
| 1                                                   | 3               | Венгрин Марія Ярославівна   | 01.11.2010            | Освіта середня спеціальна, позапартійна, Мильчицька сільська рада, секретар                                       |
| 2                                                   | 7               | Возьний Іван Львович        | 01.11.2010            | Освіта середня спеціальна, позапартійний, тимчасово не працює                                                     |
| 3                                                   | 9               | Стахів Богдан Євгенович     | 01.11.2010            | Освіта середня, член Політичного об'єднання «Рідна Вітчизна», Самбірський район електромереж, водій-електромонтер |
| 4                                                   | 10              | Кузан Андрій Миколайович    | 01.11.2010            | Освіта середня, позапартійний, тимчасово не працює                                                                |
| 5                                                   | 11              | Душна Орися Михайлівна      | 01.11.2010            | Освіта середня спеціальна, позапартійна, тимчасово не працює                                                      |
| 6                                                   | 12              | Ікава Ольга Андріївна       | 01.11.2010            | Освіта середня, позапартійна, тимчасово не працює                                                                 |
| 7                                                   | 13              | Оліярник Степан Іванович    | 01.11.2010            | Освіта середня спеціальна, позапартійний, тимчасово не працює                                                     |
| 8                                                   | 14              | Романович Іван Степанович   | 01.11.2010            | Освіта середня спеціальна, позапартійний, Рудківське лісництво, лісничий                                          |
| 9                                                   | 15              | Хамець Марія Ярославівна    | 01.11.2010            | Освіта середня спеціальна, позапартійна, тимчасово не працює                                                      |
| 10                                                  | 16              | Митюк Степан Михайлович     | 01.11.2010            | Освіта середня спеціальна, позапартійний, пенсіонер                                                               |